# Alicia Dudeney
Alicia Dudeney (* 28. Mai 2003 in Sussex) ist eine britische Tennisspielerin.

## Karriere
Dudeney begann mit sieben Jahren das Tennisspielen und bevorzugt als Spielbelag den Hartplatz. Sie spielt vor allem auf Turnieren der ITF Women’s World Tennis Tour, wo sie bislang einen Titel im Einzel und drei im Doppel gewinnen konnte.
2021 trat sie in Wimbledon an, wo sie im Juniorinneneinzel mit Siegen über Dana Guzmán, Sofia Costoulas und Linda Klimovičová ins Viertelfinale einzog, dann aber Victoria Kasintseva mit 6:3, 2:6 und 1:6 unterlag. Im Juniorinnendoppel erhielt sie zusammen mit ihrer Partnerin Jessica Dawson eine Wildcard. Die beiden verloren aber gegen die an Position eins gesetzte Paarung und spätere Titelgewinner Kryszina Dsmitruk und Diana Schneider mit 3:6 und 2:6. Zusammen mit Jessica Dawson wurde sie nationale Meisterin im Doppel der U18.
Im Juni 2022 erhielt sie eine Wildcard für die Qualifikation zu den Rothesay International Eastbourne, ihrem ersten Turnier auf der WTA Tour. Sie schied aber bereits gegen Donna Vekić in der ersten Qualifikationsrunde mit 1:6 und 3:6 aus.

## College Tennis
Im November 2020 unterschrieb Dudeney bei der Damentennismannschaft Florida Gators der University of Florida, wo sie seit der Saison 2021/22 spielt.

## Privates
Alicia Dudeney wohnt in Hove.

## Turniersiege

### Einzel
| Nr. | Datum           | Turnier    | Kategorie | Belag     | Finalgegnerin  | Ergebnis |
| --- | --------------- | ---------- | --------- | --------- | -------------- | -------- |
| 1.  | 10. August 2025 | Roehampton | ITF W35   | Hartplatz | Hannah Klugman | 6:1, 6:4 |

### Doppel
| Nr. | Datum          | Turnier    | Kategorie | Belag     | Partnerin           | Finalgegnerin                  | Ergebnis  |
| --- | -------------- | ---------- | --------- | --------- | ------------------- | ------------------------------ | --------- |
| 1.  | 31. Mai 2025   | Monastir   | ITF W15   | Hartplatz | Patricija Paukštytė | Mia Chudejová Polina Leikina   | 6:0, 6:4  |
| 2.  | 12. Juli 2025  | Monastir   | ITF W35   | Hartplatz | Patricija Paukštytė | Ashley Lahey Tiphanie Lemaître | 7:65, 6:4 |
| 3.  | 2. August 2025 | Roehampton | ITF W35   | Hartplatz | Amelia Rajecki      | Rinko Matsuda Eri Shimizu      | 6:1, 6:4  |